# Робертсон, Лоусон
Лоусон Н. Робертсон (англ. Lawson N. Robertson; 24 сентября 1883, Абердин, Великобритания — 22 января 1951, Филадельфия) — американский легкоатлет, бронзовый призёр летних Олимпийских игр 1904.
На Играх 1904 в Сент-Луисе Робертсон участвовал в трёх дисциплинах. Он выиграл бронзовую медаль в прыжке в высоту с места, а также занял пятое место в забеге на 100 м и остановился на полуфинале в гонке на 60 м.
На неофициальных Олимпийских играх 1906 в Афинах Робертсон выиграл две медали — серебряную и бронзовую в прыжке в высоту с места и прыжке в длину с места соответственно, однако эти медали, как и все Игры, не признаются Международным олимпийским комитетом и считаются неофициальными. Также он занял шестое место в пятиборьи и пятое в беге на 100 м.
На летних Олимпийских играх 1908 в Лондоне Робертсон участвовал в беге на 100 и 200 м и в прыжке в высоту с месте, но не достиг успеха ни в одном соревновании.